# Ellen de Vries

Ellen de Vries

Sjoukje Elisabeth (Ellen) de Vries (Vledder, 31 oktober 1958) is een Nederlandse onderzoeker, journalist, projectleider, surinamist, initiator/ uitvoerder van multimediaproducties op het snijvlak van beeldvorming en (postkoloniale) geschiedenis, in het bijzonder Nederland en de Nederlandse koloniën.

## Biografie
Na het behalen van het vwo-diploma aan de Rijksscholengemeenschap Jan Hendrik Tromp Meesters te Steenwijk voltooide De Vries in 1980 de logo-akoepedie opleiding in Amsterdam. Naast haar parttime baan als logo-akoepedist bij het Kinderaudiologisch Centrum in Amsterdam studeerde ze Sociaal-Culturele Wetenschappen aan de Universiteit van Amsterdam met de bedoeling zich te specialiseren tot orthopedagoog. Na haar Kandidaatsexamen veranderde ze van richting en koos voor een vrije Doctoraal studierichting met als hoofdvakken: Massacommunicatie, Etnische Studies en Filmkunde. Haar stage liep ze bij Migrantentelevisie Amsterdam. Tot haar afstuderen aan de UvA werkte ze parttime als logo-akoepedist, maar in 1988 koos ze voor een voltijds loopbaan in de media (radio, tv, schrijvende pers). Ze ontwikkelde zich tot onderzoeksjournalist en in 2010 keerde ze terug naar de wetenschap. In 2015 promoveerde ze aan de UvA op onderzoek naar de berichtgeving in Nederlandse en Surinaamse media over de roerige jaren tachtig (de postmilitaire) periode in Suriname: Strijd is er te voeren - de rol van media in de postkoloniale verhouding tussen Suriname en Nederland (1980-1992) bij hoogleraar Journalistiek en Cultuur prof. dr. Frank van Vree en bijzonder hoogleraar Nederlands-Caraïbische Letteren prof. dr. Michiel van Kempen. 
Na haar promotie was ze in 2019 gedurende een jaar als fellow onderzoeker verbonden aan het (Instituut voor Oorlogs- Holocaust en Genocidestudies), waar ze onderzoek verrichtte naar de mogelijke betrokkenheid van Nederland c.q. de Nederlandse kolonel Hans Valk bij de sergeantencoup van 1980 in Suriname. 
De Vries is gevestigd als zelfstandig onderzoeker in Amsterdam onder de naam Ellen de Vries. Onderzoek & Multimediaproducties. De Vries streeft ernaar om (historische) onderwerpen op een wetenschappelijk verantwoorde en aantrekkelijke manier onder de aandacht te brengen van een breed publiek, als curator van tentoonstellingen, organisator van kennisevenementen en debatten en als publicist/ schrijver met een scherpe pen. Soms werkt ze daartoe samen met andere (creatieve) partners of onderzoeksinstituten.

## Tv/ film/ radio
Na haar doctoraalexamen werkte Ellen de Vries vanaf 1988 als zelfstandig journalist voor verschillende opdrachtgevers variërend van overheid (ministerie van OC&W, gemeente Amsterdam), bedrijfsleven (Van den Bergh en Jurgens, Elida Andrélon, Blum & Partners/ Mattel) tot publieksmedia:
- radio: van 1997 tot 2000 werkte Ellen de Vries als redacteur voor Dingen Die Gebeuren en Beeldspraak van de KRO en als verslaggever voor KRO's Vijfde Verdieping.
- tv:  van 1988 en 1996 werkte ze als redacteur voor Bij Lobith (presentatoren Ivette Forster en Guilly Koster), Lokolé (presentatie en samenstelling Ivette Forster) en Twintigers (VPRO), het mediaprogramma Spiegel Verkeerd (NOS), Medialand (NPS/VARA), het architectuurprogramma Stadsvertimmeren en  's Gravesande & partners (AT5).
- films: ze deed research voor de documentaire Bar’puru van Frank Zichem (VPRO, Mtnl 2009, 2007, 2006) gebaseerd op haar boek over de gevolgen van de Binnenlandse Oorlog in Suriname en het documentaire-tweeluik De kankantrie in het buigend riet – herinneringen aan Jopie Pengel van Ivette Forster (Mtnl 2009). In 2019 trok zij samen met filmmaker In-Soo Radstake naar Suriname voor onderzoek voor zijn documentaire over Nola Hatterman).

## Geschreven pers
Vanaf 1988 levert De Vries bijdragen aan publieks-, opinie- en dagbladen over verschillende onderwerpen - variërend van algemeen, gezondheidszorg, media tot postkolonialisme - voor onder andere Trouw, de Volkskrant, De Groene Amsterdammer, Het Parool, FNV-Magazine, de KRO-gids Studio en vakbladen als De Journalist, Adformatie, Nieuwstribune, Broadcast Magazine, Sponsoring, Schorer Magazine, Zorgvisie, Tegen de Tuberculose (KNCV) en Markant. Ook deed De Vries eindredactie voor onder andere Havana (Hogeschool van Amsterdam, 2006) en het Oranje Fonds (2013).

## Onderzoek en multimedia producties
In 2017 entameerde Ellen de Vries het multimedia-project de Nalatenschap van Nola Hatterman, dat bestond uit het opzetten van een database, een website, samenstellen van een monografie en het initiëren van tentoonstellingen in de Readytex Artgallery in Paramaribo (Geen kunst zonder kunnen. 40 reproducties van Nola Hattermans mooiste werken, samen met kunstenaar Rinaldo Klas, in 2020 in Fort Nieuw Amsterdam) en het Stedelijk Museum Amsterdam (Surinaamse School. Schilderkunst van Paramaribo tot Amsterdam, samen met Bart Krieger, Claire van Els, Mitchell Esajas, Jessica De Abreu, Inez Blanca van der Scheer, Carlien Lammers en Chandra van Binnendijk in de rol van adviseur, 2020-2021). 
Een ander voorbeeld van haar organisatorische en inhoudelijke (onderzoeks)competenties vormt het project Suriname-Nederland, 40 jaar later dat in samenwerking met de Stichting Multimediale Cultuur en Beeld en Geluid eind november 2015 tot stand kwam rond de viering van 40 jaar onafhankelijkheid van Suriname. Dit project bestond uit een filmretrospectief in het Tropenmuseum in Amsterdam, debattenreeks, een expositie in Museum Volkenkunde in Leiden, een webtentoonstelling en de openstelling van een themakanaal op de site van Beeld en Geluid alsmede een filmweekend in Paramaribo.

## Bestuursfuncties
Vanaf 2019 is Ellen de Vries bestuurslid van de Stichting Museum zonder Muren. Tot 2014 zat zij in het bestuur van de Stichting Multimediale Cultuur. Als lid van de werkgroep Migranten & Media van de NVJ was ze gedurende tien jaar (1993-2004) betrokken bij het organiseren van Journalistencafés in De Balie en Nieuwspoort (1993-2004). Voor deze werkgroep coördineerde en organiseerde zij de training Multiculturele journalistiek op redacties bij de Haagsche Courant, Utrechts Nieuwsblad, Dordtenaar, Amersfoortse Courant, i.o.v. NVJ/ Migranten & Media (2002-2004). Ze was eindredacteur van de Deskundigengids die door de NVJ/ Migranten & Media i.s.m. STOA werd uitgegeven in 1998. De gids was bedoeld voor journalisten en beoogde letterlijk meer kleur in de media. Daarnaast was zij actief voor de Freelance Sectie van de NVJ. Het accent van die activiteiten lag vooral op het terrein van de belangenbehartiging van de freelance journalist (auteursrecht, honorariumvergoeding, verzekeringen, et cetera).

## Boekpublicaties
- Suriname na de Binnenlandse Oorlog. KIT Publishers, Amsterdam 2005.
- K’ranti. De Surinaamse pers 1774-2008. Samengesteld door Archie Sumter, Marc De Koninck, Angelie Sens en Ellen de Vries. KIT Publishers/ Persmuseum, Amsterdam 2008.
- Nola. Portret van een eigenzinnig kunstenares. Klapwijk & Keijers, Amersfoort 2008, herdruk 2009, ebook 2017.
- Mediastrijd om Suriname. Van mythemakers tot nieuwsverduisteraars. Walburgpers, Zutphen 2017. (handelseditie van De Vries' proefschrift)
- Nola Hatterman. Geen kunst zonder kunnen. Samengesteld door Ellen de Vries, met bijdragen van Eline de Jong, Bart Krieger, Lizzy van Leeuwen, Stephan Sanders, Esther Schreuder, Priscilla Tosari, Ronald Venetiaan, Marieke Visser, Myra Winter, Rein Wolfs en Kitty Zijlmans. Waanders & De Kunst, Zwolle 2021. (Monografie van het werk van Nola Hatterman.)
- Hans Valk. Over een Nederlandse kolonel en een coup in Suriname (1980). Walburgpers, Zutphen 2021.[2]

## Artikelen (een selectie)
- 'De geboorte van WINIED - ofwel de terugkeer van satire in de Surinaamse pers', in: Tropenstijl - amusement en verstrooiing in de (post)koloniale pers. KITLV, Leiden 2011).
- 'The making of Ronnie Brunswijk in Nederlandse media', in: Oso, tijdschrift voor Surinamistiek, april 2011.
- 'Het verhaal van een foto en coup. Over de rol die een foto in NRC speelde in een coup', in: Oso, tijdschrift voor Surinamistiek, november 2012.
- 'Inleiding op de Memoires van Willem Oltmans 1986-b. Papieren Tijger, Breda 2016.
- (samen met Lonneke Geerlings), ‘“Er is heel wat goed te maken"; Rosey Pool en Nola Hatterman, witte culturele bemiddelaars voor “zwarte” kunst', in: Michiel van Kempen (red.), Het andere postkoloniale oog. Onbekende kanten van de  Nederlandse (post)koloniale cultuur en literatuur. Verloren, Hilversum 2020.
- 'Over een Nederlandse kolonel, een staatsgreep in Suriname en geheime documenten.' In: Caraïbisch Uitzicht, 26 februari 2021[3].